# Elurosaure
L'elurosaure (Aelurosaurus) és un gènere extint de sinàpsids de la família dels gorgonòpids que visqueren entre el Permià mitjà i el Permià superior al sud d'Àfrica. Se n'han trobat restes fòssils a les províncies sud-africanes del Cap Occidental i el Cap Oriental. En aquella època, fa 250-270 milions d'anys, aquesta regió era un ecosistema semiàrid travessat per rius. El nom genèric Aelurosaurus significa ‘llangardaix gat’ en llatí i es refereix al fet que, quan aquest animal fou descrit, es pensava que era un avantpassat dels marsupials d'aparença felina, creença que resultà ser incorrecta.